# Carl August Lückhoff
Carl August Lückhoff (1914 - 1960) fue un pintor, fotógrafo, botánico, y explorador sudafricano. Su padre James Luckhoff, fue un médico en Ciudad del Cabo, y también botánico

## Algunas publicaciones
- 1954. Die ou Hooggeregshofgebou; die ingeligte openbare mening en die toekoms van die gebou (El viejo edificio de la Corte Suprema, la opinión pública bien informada y el futuro de la construcción). Ed. Balkema. 11 pp.

### Libros
- izak david Du Plessis,  carl august Lückhoff. 1953. The Malay quarter and its people. N.º 1 de Race relations series. Ed. A.A. Balkema. 90 pp.
- 1952. The stapelieae of Southern Africa. Ed. A.A. Balkema. 283 pp.
- 1951. Table Mountain: our national heritage after three hundred years. Ed. A.A. Balkema. 152 pp.
- 1950. The case for the preservation of Table mountain as a natural monument: from the film "Our Heritage". Ed. Juta. 21 pp.

## Eponimia
Género
- (Asclepiadaceae) Luckhoffia A.C.White & B.Sloane[3]

Especies
- (Aizoaceae) Antimima luckhoffii (L.Bolus) H.E.K.Hartmann[4]
- (Aizoaceae) Diplosoma luckhoffii (L.Bolus) Schwantes[5]
- (Aizoaceae) Maughaniella luckhoffii (N.E.Br.) L.Bolus[6]